# Schima
Schima (cây vối thuốc) là chi thực vật có hoa trong họ Theaceae.
Chi vối thuốc phân bố ở vùng nhiệt đới ấm và khí hậu cận nhiệt từ Nam đến Đông Nam Á, từ Đông dãy Himalaya của Nepal, Đông Ấn Độ đến Đông Dương, nam Trung Quốc, Đài Loan và quần đảo Ryukyu. Có khoảng 20 loài vối thuốc bao gồm 6 loài bản địa ở Trung Quốc.
Schima là một chi thực vật có hoa trong họ Theaceae.

## Loài
Chi Schima gồm các loài: